# Burmagomphus pyramidalis
Burmagomphus pyramidalis – gatunek ważki z rodziny gadziogłówkowatych (Gomphidae).